# Fontana (Californië)
Fontana is een stad in de Amerikaanse staat Californië en telt 158.235 inwoners. Het is hiermee de 163e stad in de Verenigde Staten (2005). De oppervlakte bedraagt 93,55 km², waarmee het de 175e stad is.

## Demografie
Van de bevolking is 4,7 % ouder dan 65 jaar en bestaat voor 10,9 % uit eenpersoonshuishoudens. De werkloosheid bedraagt 4,6 % (cijfers volkstelling 2000).
Ongeveer 57,7 % van de bevolking van Fontana bestaat uit hispanics en latino's, 11,8 % is van Afrikaanse oorsprong en 4,4 % van Aziatische oorsprong.
Het aantal inwoners steeg van 87.868 in 1990 naar 128.929 in 2000.

## Klimaat
In januari is de gemiddelde temperatuur 13,3 °C, in juli is dat 25,9 °C. Jaarlijks valt er gemiddeld 397,0 mm neerslag (gegevens op basis van de meetperiode 1961-1990).

## Plaatsen in de nabije omgeving
De onderstaande figuur toont nabijgelegen plaatsen in een straal van 16 km rond Fontana.

## Geboren
- Mike Davis (1946-2022), schrijver, activist en academicus
- Bill Fagerbakke (1957), (stem)acteur
- Gillian Boxx (1973), softbalster
- Travis Barker (1975), drummer
- Shannon Boxx (1977), voetbalster
- Torri Edwards (1977), sprintster
- Maurice Edu (1986), voetballer